# Aewol-eup
Aewol-eup (koreanska: 애월읍) är en köping i Sydkorea. Den ligger i kommunen Jeju i provinsen Jeju, i den södra delen av landet, 500 km söder om huvudstaden Seoul. 
Aewol-eup ligger på norra delen av ön Jeju cirka 15 km väster om öns huvudort Jeju.